# Кошицки край
Кошицкият край (на словашки: Košický kraj) е един от 8-те края на Словашката република. Административен център на окръга е град Кошице. Разположен е в югоизточната част на страната. Площта му е 6753 км², а населението е 782 216 души (по преброяване от 2021 г.).

## Административно деление
Кошицкият край се състои от 13 окръга (на словашки:okresy):
- окръг Гелница (Gelnica)
- окръг Кошице I (Košice I)
- окръг Кошице II (Košice II)
- окръг Кошице III (Košice III)
- окръг Кошице IV (Košice IV)
- окръг Кошице-околия (Košice – okolie)
- окръг Михаловце (Michalovce)
- окръг Рожнява (Rožňava)
- окръг Собранце (Sobrance)
- окръг Спишка Нова Вес (Spišská Nová Ves)
- окръг Требишов (Trebišov)